# Johann Georg Florschütz
Johann Georg Florschütz (* 7. Mai 1779 in Coburg; † 26. Juni 1849 in Iserlohn) war ein deutscher evangelischer Geistlicher.

## Leben und Wirken

### Herkunft, Familie und Ausbildung
Johann Georg Florschütz wurde als Sohn des Gymnasiallehrers Johann Heinrich Florschütz und dessen Ehefrau Maria Barbara Johanna, geb. Aumüller, geboren. Sein Bruder Georg Florschütz war Jurist und Präsident des Konsistoriums in Hannover und sein anderer Bruder Johann Christoph Florschütz Lehrer und langjähriger Begleiter von Prinz Albert von Sachsen-Coburg und Gotha und dessen Bruder Prinz Ernst. 
Florschütz heiratete am 22. März 1814 in Elsey Philippina Wilhelmina Sophia Friederika (* 1791; † unbekannt), eine Tochter des Johann Heinrich Helling. Gemeinsam hatten sie zwei Kinder: 
- Albert Florschütz (1819–1903), Pfarrer in Hagen und Iserlohn; dessen Sohn war der spätere Landrat Paul Florschütz;
- Paul Christoph Friedrich Ludwig Florschütz (1826–1902), Appellationsgerichtsrat und Oberlandesgerichtspräsident, dessen Sohn war der spätere Präsident des Konsistoriums in Hannover Georg Florschütz.

Florschütz studierte an der Universität Jena.  

### Berufliche Tätigkeit
Anschließend war er Hauslehrer, bis er am 12. Januar 1806 die Pfarrstelle in Breckerfeld antrat. 1812 wechselte er auf die zweite Pfarrstelle an der Oberste Stadtkirche in Iserlohn und hielt am ersten Adventssonntag seine Antrittspredigt.  
1829 stieg er in die erste Pfarrstelle auf. Von 1818 bis 1821 war er nebenamtlich der erste Superintendent des neu gegründeten Kirchenkreises Iserlohn und zugleich Schul-Inspektor.  
Seine letzte Predigt hielt er am 17. Juni 1849 und verstarb einige Tage später. 